# Cistei, Alba
Cistei (în maghiară Oláhcsesztve) este un sat în comuna Mihalț din județul Alba, Transilvania, România. Principala ocupatie a locuitorilor este agricultura. Satul este străbătut de râul Târnava. Este incojurat de relief deluros.

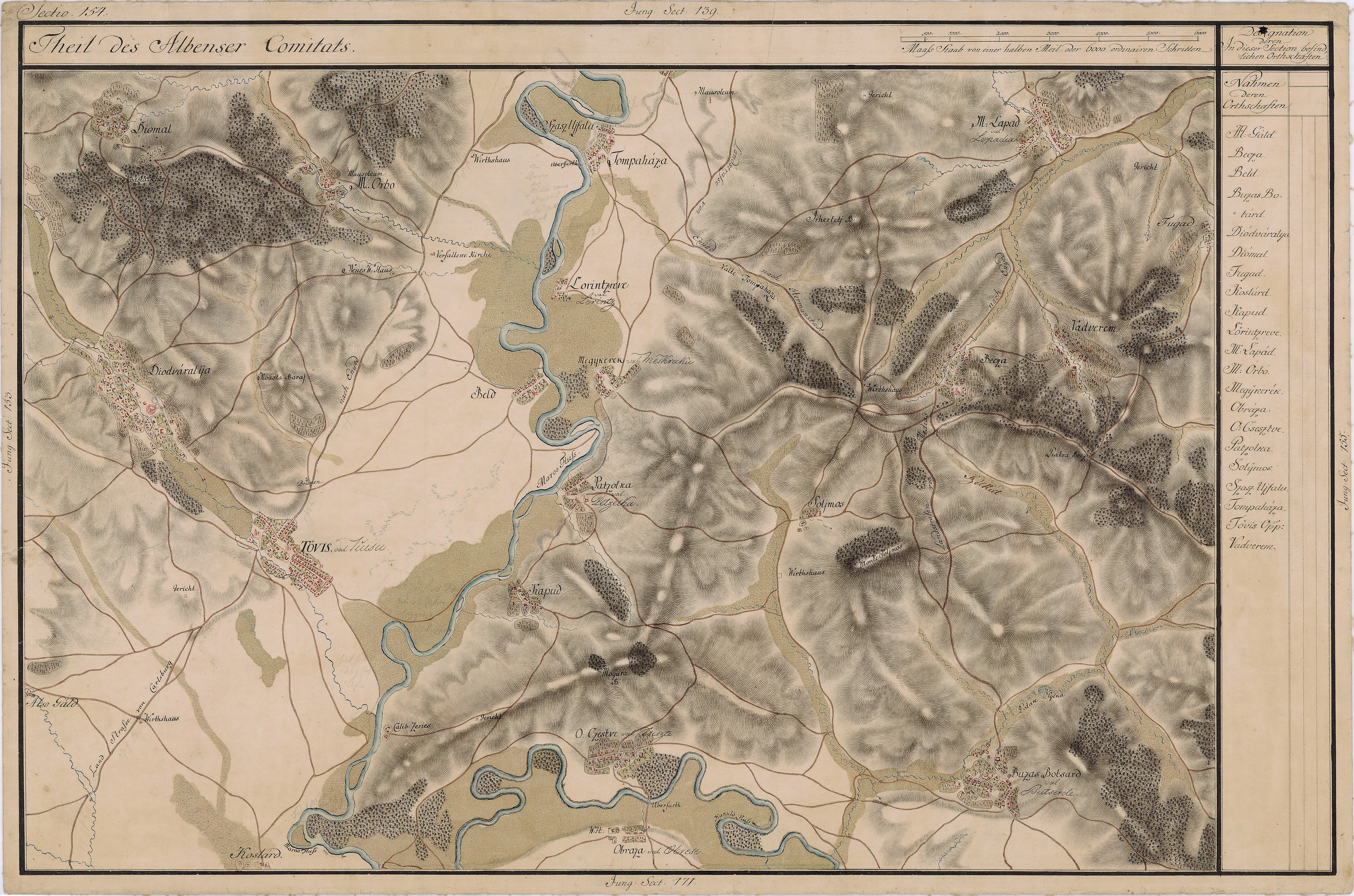
Cistei în Harta Iosefină a Transilvaniei, 1769-73